# Shirley Ann Grau
Shirley Ann Grau (Nueva Orleans, Luisiana; 28 de julio de 1929-Kenner, Luisiana; 3 de agosto de 2020) fue una escritora estadounidense.

## Biografía
Nació en Nueva Orleans y su trabajo se localiza principalmente en el Profundo Sur, y explora asuntos de raza y género. Pasó gran parte de su infancia entre Montgomery y Selma, Alabama con su madre. Se graduó en 1950 por el Newcomb College de Tulane University. Su colección de historias El príncipe negro, fue nominada al National Book Award en 1956. Su saga de 1964 Los Guardianes de la Casa fue premiada con el Premio Pulitzer por Ficción en 1965.